# Rajmund Dybczyński
Rajmund Stanisław Dybczyński (ur. 8 listopada 1933 w Warszawie) – polski profesor nauk chemicznych, pracownik naukowy Instytutu Chemii i Techniki Jądrowej w Warszawie, działacz społeczny i polityczny.

## Działalność naukowa
W 1955 roku ukończył studia chemiczne na Uniwersytecie Warszawskim. W 1963 roku obronił pracę doktorską, a w 1971 roku otrzymał stopień doktora habilitowanego. W 1987 roku uzyskał tytuł profesora nauki chemiczne. 
Jego zainteresowania naukowe obejmowały opracowywanie nowych metod rozdzielania (chromatografia jonowymienna i ekstrakcyjna), termodynamikę i kinetykę reakcji jonowymiennych, badania nad wpływem usieciowania żywic, temperatury i szybkości przepływu na efektywność rozdzielań chromatograficznych oraz oznaczanie pierwiastków śladowych metodą analizy aktywacyjnej neutronów (NAA). Zainicjował w Polsce prace nad opracowaniem bardzo dokładnych (definitywnych) metod oznaczania wybranych pierwiastków metodą radiochemicznej NAA oraz działania w zakresie przygotowania i certyfikacji nowych materiałów odniesienia dla nieorganicznej analizy śladowej.
Jest autorem ponad 200 publikacji naukowych i 5 książek. Przez wiele lat był jednym z redaktorów czasopisma Chemia Analityczna/Chemical Analysis, a także członkiem rad redakcyjnych międzynarodowych czasopism: Geostandards Newsletter, Radiochemical Radioanalytical Letters, Journal of Radioanalytical and Nuclear Chemistry. Zasiadał w radach naukowych Instytutu Badań Jądrowych, Instytutu Chemii i Techniki Jądrowej, Centralnego Laboratorium Ochrony Radiologicznej, Ośrodka Badawczo-Rozwojowego Przerobu Metali Szlachetnych, Ośrodka Badawczo-Rozwojowego Izotopów.
Wieloletni członek Komitetu Chemii Analitycznej Polskiej Akademii Nauk, był także członkiem Prezydium i przewodniczącym Komisji Nieorganicznej Analizy Śladowej oraz członkiem Komisji Chromatografii i Technik Pokrewnych tegoż Komitetu, członkiem Rady ds. Atomistyki i Komisji Chemii Jądrowej i Radiacyjnej Rady ds. Atomistyki, członkiem Komitetu Problemowego nr 257 ds. Metrologii Ogólnej Polskiego Komitetu Normalizacyjnego.
Współorganizował ponad dwadzieścia konferencji naukowych, był członkiem Komitetów Naukowych 36 krajowych i międzynarodowych konferencji.
Był czynny jako pracownik naukowo-badawczy nieprzerwanie przez 66 lat, zakończył karierę w grudniu 2021 roku.

## Nagrody i odznaczenia
- Indywidualna Nagroda PTCh (1963)[1]
- Indywidualna Nagroda Państwowej Rady ds. Pokojowego Wykorzystania Energii Jądrowej (1963)[1]
- Zespołowa Nagroda Państwowej Rady ds. Pokojowego Wykorzystania Energii Jądrowej (1969)[1]
- Zespołowa nagroda Ministra Edukacji i Nauki za monografię „Separation and Preconcentration Methods in Inorganic Trace Analysis” (1983)[1]
- Medal Wiktora Kemuli przyznany przez PTCh (2002)[10]
- Nagroda im. dr Jerzego Fijałkowskiego przyznana przez KChA PAN (2009)[11]
- Medal im. Andrzeja Waksmundzkiego przyznany przez KChA PAN (2010)[1]
- George Hevesy Medal przyznany przez International Hevesy Medal Award Selection Panel (2013)[4]
- Srebrny Krzyż Zasługi (1974)
- Krzyż Kawalerski Orderu Odrodzenia Polski (2005)[12]
- Medal za Długoletnie Pożycie Małżeńskie[5]
- Krzyż Oficerski Orderu Odrodzenia Polski (2015)[13]
- Odznaka Honorowa za Zasługi dla Rozwoju Gospodarki Rzeczypospolitej Polskiej (2015)[9]
- Brązowy Medal Uniwersytetu Gdańskiego „Honestati Doctrinae Sapientiae” (2016)[14]